# Верхній Талман
Верхній Талма́н (рос. Верхний Талман) — присілок у складі Талицького міського округу Свердловської області.
Населення — 134 особи (2010, 160 у 2002).
Національний склад станом на 2002 рік: росіяни — 99 %.